# Lycenchelys volki
Lycenchelys volki är en fiskart som beskrevs av Andriashev, 1955. Lycenchelys volki ingår i släktet Lycenchelys och familjen tånglakefiskar. Inga underarter finns listade i Catalogue of Life.